# Thaumasia scoparia
Espèce
Synonymes
- Saltuinus scoparius Simon, 1888

Thaumasia scoparia est une espèce d'araignées aranéomorphes de la famille des Pisauridae.

## Distribution
Cette espèce est endémique du Venezuela.

## Description
Le mâle holotype mesure 11 mm.
Le mâle décrit par Silva et Carico en 2012 mesure 10,64 mm.

## Publication originale
- Simon, 1888 : Études arachnologiques. 21e Mémoire. XXIX. Descriptions d'espèces et de genres nouveaux de l'Amérique centrale et des Antilles. Annales de la Société Entomologique de France, sér. 6, vol. 8, p. 203-216 (texte intégral).